# NGC 4293
NGC 4293 là tên của một thiên hà hình hạt đậu nằm trong chòm sao Hậu Phát. Thiên hà này được nhà thiên văn học người Anh gốc Đức William Herschel phát hiện vào ngày 14 tháng 3 năm 1784 và mô tả nó là: "lớn, riêng biệt và dài 6 hoặc 7'". Vị trí của thiên hà nằm ở hướng bắc-tây bắc của ngôi sao 11 Comae Berenices và là thiên hà thành viên của cụm thiên hà Xử Nữ. Có vẻ như thiên hà này cũng có khoảng cách giống như cụm thiên hà này, là khoảng 54 triệu năm ánh sáng, kích thước biểu kiến của thiên hà này là khoảng 5,3' x 3,1'.
Phân loại hình thái học của thiên hà này là (R)SB(s)0/a. Nghĩa là thiên hà này xoắn ốc với độ chặt có thể phân biệt được (SB0/a). Thiên hà này không có cấu trúc đai bao quanh hạt nhân (s). Sự hình thành sao trong thiên hà này xảy ra ở một khu vực rất hạn chế ở vùng trung tâm thiên hà. Cái đĩa sao của thiên hà này thì hơi bị rối, có thể là do sự tương các thiên hà.
Thiên hà này là một loại thiên hà phổ biến của các thiên hà hoạt động và có vùng phát xạ hạt nhân ion hóa thấp. Nghĩa là các quang phổ quang học của nó bị át chế bởi các vạch quang phổ phát ra từ các chất khí ở trạng thái ion hóa thấp. Hoạt động này có thể là do một lỗ đen siêu khối lượng ở nhân thiên hà đang trải qua tỉ lệ bồi tụ vật chất thấp. Khối lượng của nó là khoảng xấp xỉ  5.9 × 107 lần khối lượng mặt trời.

## Dữ liệu hiện tại
Theo như quan sát, đây là thiên hà nằm trong chòm sao Hậu Phát và dưới đây là một số dữ liệu khác:
Xích kinh 12h 21m 12.891s
Độ nghiêng +18° 22′ 56.64″
Giá trị dịch chuyển đỏ 0.002977
Vận tốc xuyên tâm 893 km/s
Cấp sao biểu kiến 10.4
Kích thước biểu kiến 5.293′ × 1.800′
Loại thiên hà (R)SB(s)0/a